# 柬埔寨—巴西關係
柬埔寨－巴西关系（葡萄牙語：Relações diplomáticas entre Brasil e Camboja），是指亚洲国家柬埔寨与南美洲国家巴西历史上与现代的双边关系。始于20世纪60年代初，曾经于1966年一度中断，1994年3月25日，两国恢复邦交。
2000年，柬埔寨國民議會主席諾羅敦·拉那烈首次对巴西进行了正式访问。此后两国高层交往开始增加。2011年5月，柬埔寨外交部副部长、特使Long Visalo访问巴西并与巴西政府签署了对公務、外交護照持有人实施免签的协定。2012年，联合国可持续发展大会在巴西里约热内卢召开，柬埔寨环境部部长莫马烈作为柬埔寨特使参加会议。同年，兩國外交部建立政治磋商機制，定期就雙邊、地區和多邊議程問題舉行會議。
2020年，柬埔寨首相洪森宣布柬埔寨政府将会在巴西利亚开设大使馆，以加强与巴西等南美洲国家的关系，该馆将成为柬埔寨在南美洲的首个大使馆。2023年4月，洪森签署政令，决定成立大使馆；而基于对等原则巴西政府也将会在金边设立常驻大使馆。

## 经贸关系
2018年，巴西與柬埔寨的貿易額达4990萬美元，其中巴西向柬埔寨出口865萬美元，自柬埔寨進口4125萬美元。
2021年2月，柬埔寨开放进口产自巴西的猪肉，并得到了巴西的积极回应。巴西動物蛋白協會亦表示“柬埔寨激烈的城市化進程和人均收入的增加影響了该国人均豬肉消費量的增長。而巴西必須將自己打造成一個穩固的合作夥伴，以補充當地的需求，幫助柬埔寨人民的糧食安全”。